# Sondheim Theatre

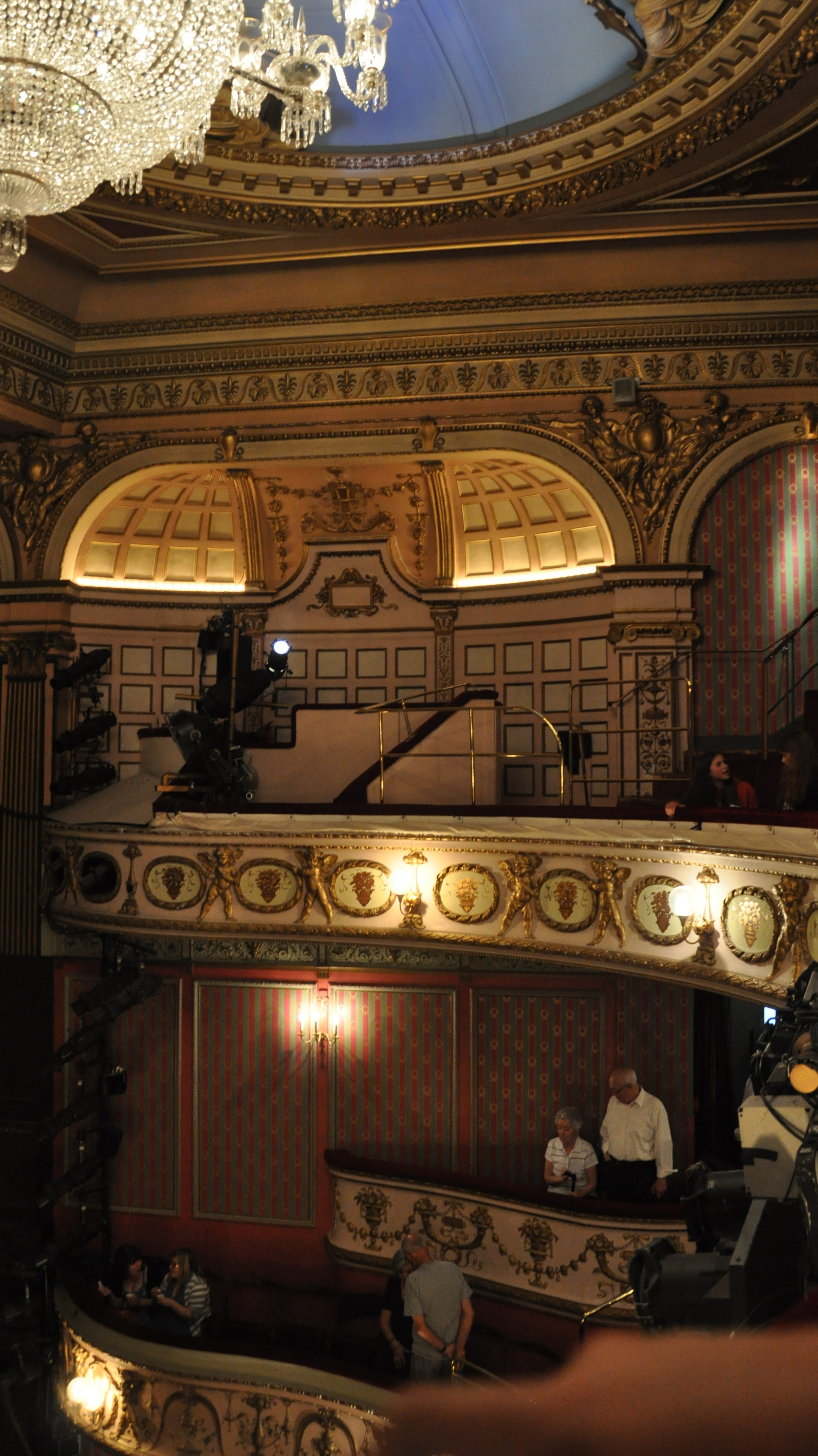
Auditori

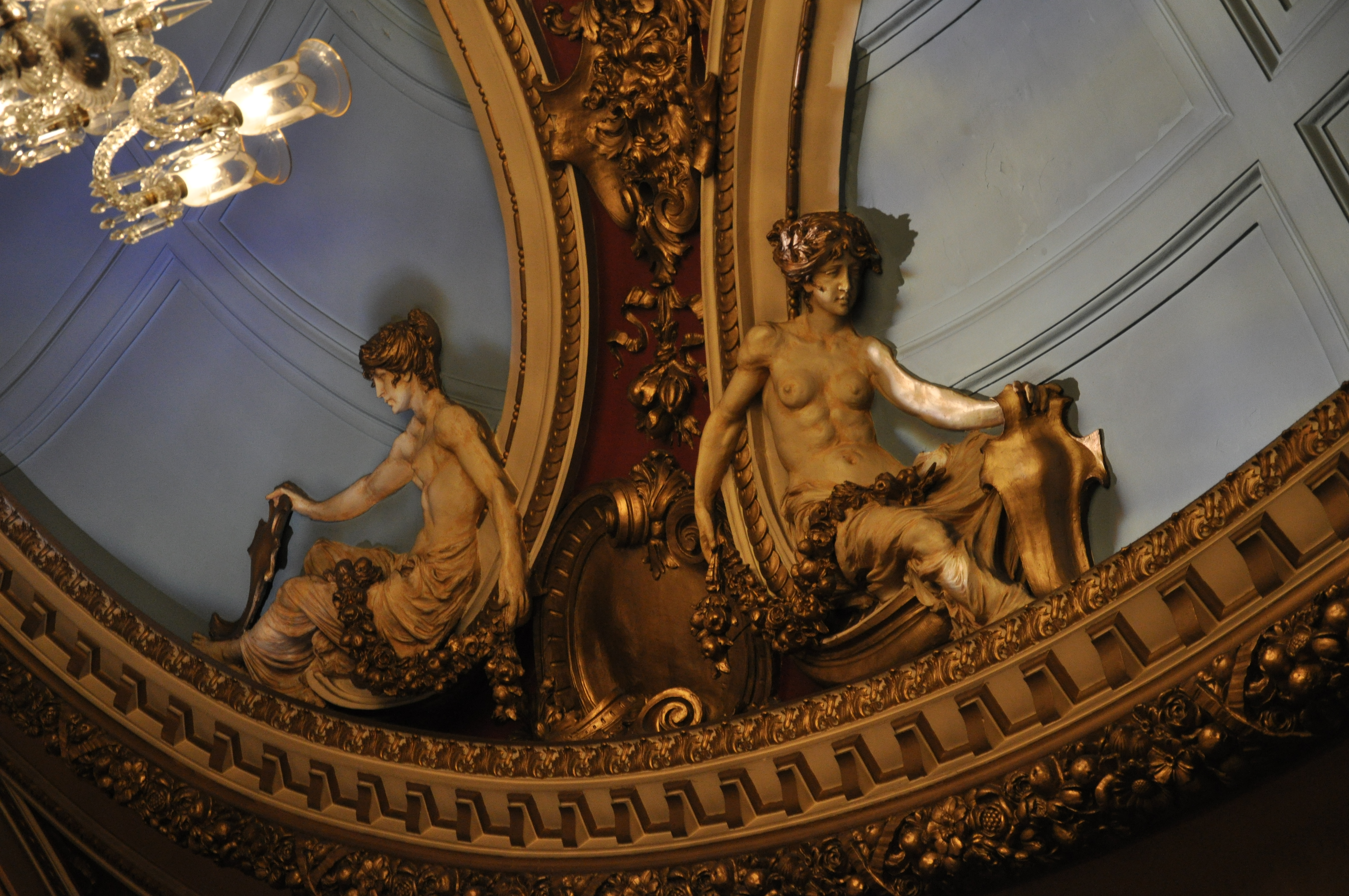
Auditori, detall del sostre

El Sondheim Theatre, anteriorment conegut com Queen's Theatre (Teatre de la Reina) és un teatre del West End de Londres, situat a Shaftesbury Avenue, a la cantonada amb Wardour Street, a la Ciutat de Westminster. Es va inaugurar el 8 d'octubre de 1907 com a bessó del veí Hicks Theatre (ara Gielgud Theatre) que havia obert deu mesos abans. Tots dos teatres van ser dissenyats per W.G.R. Sprague.

## Història
Inicialment s'havia d'anomenar "Teatre Central" però, després de llargs debats, es va decidir posar-li el nom de "Teatre de la Reina" i s'hi va penjar un retrat de la Reina Alexandra en el vestíbul.
La primera obra representada en el Queen's Theatre va ser una comèdia de Madeline Lucette Ryley titulada El bol de sucre. No va ser gaire ben acollida i solament va aguantar 36 representacions. Tanmateix el teatre va rebre molt bones crítiques.
Al llarg de la seva història, el Queen's Theatre ha vist passar personatges com ara Peggy Ashcroft, Fred i Adele Astaire, Tallulah Bankhead, Kenneth Branagh, Noël Coward, Marlene Dietrich, Robert Donat, Edith Evans, Douglas Fairbanks, Jr., John Gielgud, Jack Hawkins, Nigel Hawthorne, Celia Johnson, Alec Guinness, Robert Morley, Stephen Fry, Anthony Quayle, Basil Rathbone, Michael Redgrave, Miranda Richardson, Margaret Rutherford, Fiona Shaw, Maggie Smith o Nick Jonas.
El setembre de 1940 una bomba alemanya va impactar directament en el teatre, destruint la façana i el vestíbul. L'obra en cartell en aquell moment era una adaptació de Rebecca, de Daphne du Maurier, protagonitzada per Celia Johnson, Owen Nares i Margaret Rutherford. El teatre va romandre tancat fins a completar-se la seva restauració, gairebé 20 anys més tard, amb un cost de 250.000 lliures. L'auditori va conservar la seva decoració eduardiana, mentre que el vestíbul i l'exterior es van reconstruir en un estil modern. El teatre va obrir de nou el 8 de juliol de 1959 amb el monòleg Edats de l'home de John Gielgud que aquest havia creat dos anys abans amb una selecció de textos de Shakespeare.
Des d'abril de 2004, el teatre ha allotjat la producció de Cameron Mackintosh Els miserables, transferida des del veí Palace Theatre, on portava 18 anys representant-se. El musical va celebrar el seu 20º aniversari, en el Queen's Theatre, el 8 d'octubre de 2005 i, un any més tard, el 8 d'octubre de 2006, va superar Cats com el musical de major permanència. El gener de 2010 encara va aconseguir una altra fita històrica en celebrar 10.000 representacions.
En la segona meitat de 2009 s'hi va fer una profunda renovació, millorant les zones públiques i augmentant la capacitat amb noves butaques i llotges en el primer pis.
L'any 2019 va ser reanomenat Sondheim Theatre, en honor al compositor i lletrista Stephen Sondheim.

## Produccions recents i actuals
- El Hobbit (28 novembre 2001 - 9 febrer 2002) de Glyn Robbins, basada en el llibre de J. R. R. Tolkien
- Misteris (26 febrer 2002 - 18 maig 2002), una adaptació de Speir Opera
- Umoja: L'esperit de la solidaritat (18 juny 2002 - 31 agost 2002) de Todd Twala, Thenbi Nyandeni i Ian von Memerty
- Contacte (23 octubre 2002 - 10 maig 2003) de Susan Stroman i John Weildman
- The Rocky Horror Show (23 juny 2003 - 5 juliol 2003) de Richard O'Brien, protagonitzat per Jonathan Wilkes i John Stalker
- Cyberjam (23 setembre 2003 - 3 gener 2004)
- La feréstega domada (15 gener 2004 - 6 març 2004) de William Shakespeare, per la Royal Shakespeare Company
- El domador domat o El premi de la dona (22 gener 2004 - 6 març 2004) de John Fletcher, per la Royal Shakespeare Company
- Els Misérables (12 abril 2004 - actualitat) d'Alain Boublil i Claude-Michel Schönberg